# Riedel Lóránt
Báró leuensterni Riedel Lóránt (Budapest, 1944. január 17. –) technikatörténész, közlekedésmérnök, főszerkesztő, a Magyar Történelmi Családok Egyesülete (MTCSE) második elnöke (2014–2017).

## Családja
A báró leuensterni Riedel család sarja. Budapesten született. Édesapja báró Riedel Miklós (1899–1955), gépészmérnök, édesanyja a polgári származású Andor Edina (1910–1997) volt. Az apai nagyszülei báró Riedel Zdenko (1862–1942), Magyar Királyi Államvasúti felügyelő, és a mosoni születésű polgári származású Rabl Rudolfine (1874–1935) voltak. Az anyai nagyszülei Andor Béla, bankhivatalnok és Petrich Irma (1878–1968) voltak.
1971. október 13-án Budapesten vette el a polgári származású berlini születésű Grisard Rosemarie (1942–) kisasszonyt. A házasságból két fiúgyermek született; ifjabb Riedel Lóránt Rudolf (1972–), gazdasági agrármérnök aki 2017–2020 között töltötte be a Magyar Történelmi Családok Egyesületének elnöki tisztségét, és Riedel René (1963–) informatikus.

## Életútja
A Budapesti Műszaki Egyetem Közlekedésmérnöki Karán szerzett diplomát. 1987–88-ban a Műszaki Könyvkiadó felelős szerkesztője, 1992-ben CompAlmanach Kiadó ügyvezetője volt. 1992-től a Magyar Újságírók Közösségének a tagja.
1990-ben az Idegenforgalmi Almanach  és az Ipari Almanach Magyarországon  szerkesztője volt.
2014 és 2017 között a Magyar Történelmi Családok Egyesületének a második elnöke volt.

## Művei
- Régi fegyverekről, Budapest, 1986. (Halmágyi Szabolccsal)
- Leonardo gépezetei, Budapest, 1990. (L. Riedel Lóránt néven)